# Departamento San Marcos
San Marcos ist ein Departamento Guatemalas und liegt im Südwesten des Landes (Region VI). San Marcos erstreckt sich auf knapp 3.800 Quadratkilometern und hat etwa 1.147.400 Einwohner. Die Hauptstadt des Departamentos ist das gleichnamige San Marcos.
Das Departamento San Marcos grenzt im Norden an das Departamento Huehuetenango, im Osten und Südosten an Quetzaltenango, im Süden an Retalhuleu und an den Pazifik und im Westen an Mexiko.

## Landesnatur
Das an der Grenze zu Mexiko gelegene Departamento San Marcos umfasst fast alle Klima- und Vegetationszonen Guatemalas. Der Großteil des Departamentos befindet sich in den Gebirgszügen der guatemaltekischen Sierra Madre de Chiapas, die hier mit den Vulkanen Tajumulco (4220 m) und Tacaná (4092 m) ihre höchsten Gipfel hat. Nur die südlichsten Teile liegen in einem schmalen Tieflandstreifen, dessen zahlreiche Flüsse weite Teile des Hochlandes entwässern und in den Pazifik münden. Im durchschnittlich über 2000 m hohen Bergland können die Temperaturen in der Trockenzeit (November – Februar) unter den Gefrierpunkt fallen, an der Küste ist das Klima und die Vegetation tropisch.

## Bevölkerung
Ein großer Teil der Bevölkerung spricht neben Spanisch auch Mam, Tacaneco (um Tacaná) oder Sipacapeno. Die etwa 1.147.400 Einwohner des Departamentos San Marcos leben in 29 Municipios (Großgemeinden oder auch Landkreise):
| Ayutla                 | Catarina                    |
| Comitancillo           | Concepción Tutuapa          |
| El Quetzal             | El Rodeo                    |
| El Tumbador            | Esquipulas Palo Gordo       |
| Ixchiguán              | La Reforma                  |
| Malacatán              | Nuevo Progreso              |
| Ocós                   | Pajapita                    |
| Río Blanco             | San Antonio Sacatepéquez    |
| San Cristóbal Cucho    | San José Ojetenam           |
| San Lorenzo            | San Marcos                  |
| San Miguel Ixtahuacán  | San Pablo                   |
| San Pedro Sacatepéquez | San Rafael Pie de La Cuesta |
| Sibinal                | Sipacapa                    |
| Tacaná                 | Tajumulco                   |
| Tejutla                |                             |

Dem Departamento als staatlichem Verwaltungsbezirk steht ein von der Zentralregierung entsandter Gouverneur vor. Die Municipios sind eigenständige Gebietskörperschaften mit gewählten Bürgermeistern und Volksvertretungen und untergliedern sich in Aldeas und Pueblos (Landgemeinden) sowie in Caseríos, Parajes, Fincas, Rancherías (Weiler und Höfe).

## Wirtschaft
Traditionell wichtigste Wirtschaftszweige sind die Landwirtschaft, die Viehzucht und das Handwerk. Wichtigste landwirtschaftliche Produkte sind Weizen, Hafer, Gerste, Kartoffeln, Kaffee, Bohnen, Mais, Reis, Bananen, Zuckerrohr und Kakao. Daneben spielt die Rinder- und Pferdezucht eine besondere Rolle. Die Erzeugnisse der zahlreichen kleinen Handwerksbetriebe sind unter anderem Möbel, Dachziegel, Ziegelsteine, Korbwaren, traditionelle Keramik und Textilien. Wichtig ist auch der Handel und der Transitverkehr mit Mexiko. San Marcos leidet wegen seiner Lage an der Grenze zu Mexiko und auf Grund der wichtigen Verkehrsachsen unter den Aktivitäten von Drogen- und Menschenhändlern. Dies betrifft vor allem die Grenzübergänge zu Mexiko, während die Sicherheitslage in den zentralen Gebieten des Hochlandes auch im Vergleich zu anderen Departamentos relativ gut ist. Der Tourismus entwickelt sich nur langsam. San Marcos ist über die im Hochland verlaufende Interamericana (CA-1) mit Guatemala-Stadt verbunden. Über Malacatán im Westen und Quetzaltenango im Osten kann die im Tiefland verlaufende Pazifikroute (CA-2) und damit die wichtigen Häfen in Champerico und Puerto San José erreicht werden. In Quetzaltenango befindet sich der nächste Flughafen.

## Sehenswürdigkeiten
San Marcos erreichen aus Guatemala-Stadt kommende Touristen in der Regel über die gut ausgebaute, aber kurvenreiche und bis zu 3670 m hohe Interamericana. Die 250 km lange Busfahrt dauert nicht weniger als fünf Stunden. Südlich der Stadt San Marcos liegen der Balneario und die Grutas La Castalia, natürliche Thermalbäder mit Aussicht auf Wasserfälle und die Berge von San Cristóbal Cucho. Nördlich der Hauptstadt des Departamentos liegt San Lorenzo, der Geburtsort des ersten liberalen Präsidenten Guatemalas, Justo Rufino Barrios Auyón, mit einem ihm gewidmeten Museum. Nordwestlich schließen sich die höchsten Vulkane Guatemalas an, der Tajumulco und der Tacaná. Auf dem Weg ins Tiefland gibt es auf dem Río Naranjo Rafting-Möglichkeiten. An der Küste befindet sich das Naturschutzgebiet La Chorrera-Manchón Guamuchal mit der Playa de Tilapa, ein Strand, der jedoch mehr für seine Flora und Fauna bekannt ist als für seine Badequalität. Weitere Strände (mit dunklem Sand) sind bei Ocós, Tilapa und Isla del Tular.

## Geschichte
Während der Kolonialzeit gehörte das Gebiet von San Marcos zu Quetzaltenango. Nach der Unabhängigkeit von Spanien gehörte es zunächst zum Estado de Los Altos, dem so genannten sechsten Staat der Zentralamerikanischen Konföderation. Am 8. Mai 1849 trat dieses Gebiet offiziell dem guatemaltekischen Staat bei. San Marcos wurde am 8. Mai 1866 zum Departamento erhoben.